# Marcus Feldt
Marcus Feldt (ur. 17 września 1970 w Uppsali) – szwedzki curler, mistrz świata z 1997, olimpijczyk, reprezentuje Svegs Curlingklubb.
Zespół dowodzony przez Feldta należał do szwedzkiej czołówki na przełomie XIX i XX wieku, zdobywał brązowe medale mistrzostw kraju w 2000 i 2003. Dochodził także do finałów rozgrywek Elitserien 1996/1997, 1999/2000 i 2000/2001 zawsze przegrywając z Peterem Lindholmem. Nigdy nie udało mu się stanąć na najwyższym stopniu podium.
Marcus pięciokrotnie wystąpił w turniejach międzynarodowych jako rezerwowy u boku Lindholma. W trakcie wszystkich turniejów wystąpił tylko w jednym, przegranym 7:4 spotkaniu przeciwko Norwegii (Eigil Ramsfjell) na Zimowych Igrzyskach Olimpijskich 1998. Szwedzi w Nagano zostali sklasyfikowani na 6. miejscu. Dodatkowo Feldt z zespołem z Östersund zdobył złoty medal Mistrzostw Świata 1997 oraz srebrne medale w latach 1998 i Mistrzostw Świata 2000. W jedynym występie na mistrzostwach kontynentu 1997 Szwedzi uplasowali się na 4. pozycji.

## Drużyna
|           | Czwarty      | Trzeci      | Drugi            | Otwierający      |
| --------- | ------------ | ----------- | ---------------- | ---------------- |
| 2003/2004 | Marcus Feldt | Sven Olsson | Eric Carlsén     | Stefan Göransson |
| 1999/2003 | Marcus Feldt | Sven Olsson | Stefan Göransson | Ronney Göransson |
| 1998/1999 | Marcus Feldt | Sven Olsson | Thomas Feldt     | Stefan Göransson |
| 1996/1998 | Marcus Feldt | Sven Olsson | Stefan Göransson | Ronney Göransson |